# سومبات هاکوپیان
سومبات هاکوپیان با نام شناسنامه‌ای سومبات هاقوپیانس تازه‌کند (زاده ۱۱ بهمن ۱۳۲۳ در تبریز)، از صنعتگران و کارآفرینان ایرانی ارمنی‌تبار است. او بنیان‌گذار شرکت هاکوپیان و از دریافت کنندگان نشان امین‌الضرب است.

## تحصیلات
سومبات هاکوپیان در تبریز متولد شده است و دانش‌آموختهٔ آکادمی مولر آلمان در رشتهٔ طراحی مد است. او استاد رشته طراحی در دانشگاه هنر تهران است.

## فعالیت‌ها
سومبات هاکوپیان در جوانی وارد عرصه پوشاک شد و در ابتدا یک کارگاه کوچک تأسیس نمود. او در سال ۱۳۴۹ شرکت واحد صنعتی پوشاک هاکوپیان را بنیان‌گذاری نمود و با گسترش تدریجی، آن را به یکی از مجهزترین کارخانه‌های تولید پوشاک تبدیل کرد. امروز هاکوپیان به یکی از موفق‌ترین فعالان عرصه پوشاک در ایران تبدیل شده است.
سومبات هاکوپیان هم‌اکنون به‌عنوان مدیر عامل، عضو و رئیس هیئت مدیره در شرکت واحد صنعتی پوشاک هاکوپیان فعالیت می‌نماید و در ایران به عنوان بنیان‌گذار تحول در مد و صنعت پوشاک ایران شناخته می‌شود.
سومبات هاکوپیان در عرصه روزنامه‌نگاری نیز فعالیت داشت و مدتی در دهه ۱۳۵۰ (خورشیدی) نشریه‌ای با موضوع طراحی منتشر می‌کرد.

## کتاب‌ها
1. طراحی و برش لباس زنانه به روش مولر، برگردان سومبات هاکوپیان و محمدرضا عزتی، ۱۳۸۷[۷][۸]
2. جدول اندازه زنانه و دخترانه، برگردان سومبات هاکوپیان و محمدرضا عزتی، ۱۳۸۷
3. طراحی و برش دامن و شلوار زنانه به روش مولر، برگردان سومبات هاکوپیان و محمدرضا عزتی، ۱۳۸۷
4. طراحی و برش کت و پالتوی زنانه به روش مولر، برگردان سومبات هاکوپیان و محمدرضا عزتی، ۱۳۹۲
5. طراحی مدل و برش لباس‌های زنانه، برگردان سومبات هاکوپیان و محمدرضا عزتی، ۱۳۹۴
6. طراحی لباس بچه گانه به روش مولر، برگردان سومبات هاکوپیان و محمد رضا عزتی، ۱۳۹۵